# NGC 6188
NGC 6188 é uma nebulosa na direção da constelação de Ara. O objeto foi descoberto pelo astrônomo John Herschel em 1836, usando um telescópio refletor com abertura de 18,6 polegadas. 